# Региональные выборы в Калабрии (2000)
Региональные выборы в Калабрии 2000 года — 7-е выборы Совета и президента Калабрии, которые состоялись 16 апреля. На них победу одержал Джузеппе Кьяраваллоти.

## Явка избирателей
Избирательный орган 16 апреля 2000 года состоял из 1,09 млн. человек. При закрытии мест явка составила 56,43% (по сравнению с 1995 годом на 5,24% меньше).